# Lithostege repeteki
Lithostege repeteki är en fjärilsart som beskrevs av Tsvetayev 1971. Lithostege repeteki ingår i släktet Lithostege och familjen mätare. Inga underarter finns listade i Catalogue of Life.